# Jemenitische kneu
De Jemenitische kneu (Linaria yemenensis; synoniem: Carduelis yemenensis) is een zangvogel uit de familie van vinkachtigen (Fringillidae).

## Verspreiding en leefgebied
Deze soort komt voor in het hoogland van Zuidwest-Arabië.